# 兵庫県道390号神吉船頭線
兵庫県道390号神吉船頭線（ひょうごけんどう390ごう かんきせんどうせん）は、兵庫県加古川市を通る一般県道である。

## 概要
加古川市東神吉町神吉から加古川市米田町船頭に至る。
2012年（平成24年）2月27日に、加古川バイパスを走っていた大型トレーラーの積み荷が、バイパスをまたぐ当道路の「砂部陸橋」に激突する事故があり、もともと陸橋が老朽化していたこともあって、陸橋の架け替え工事を行ったため、2016年（平成28年）5月29日の新橋による通行再開まで長期間の通行止めが続いた。

### 路線データ
- 起点：加古川市東神吉町神吉（東神吉南交差点、兵庫県道43号高砂北条線交点、兵庫県道387号平荘魚橋線上）
- 終点：加古川市米田町船頭（兵庫県道79号高砂加古川加西線交点）
- 総延長：2.133 km

## 路線状況

### 重複区間
- 兵庫県道387号平荘魚橋線（加古川市東神吉町神吉・東神吉南交差点（起点） - 加古川市東神吉町神吉）

## 地理

### 通過する自治体
- 加古川市

### 交差する道路
| 交差する道路                                                | 交差する場所 | 交差する場所          |
| ----------------------------------------------------------- | ------------ | --------------------- |
| 兵庫県道43号高砂北条線 兵庫県道387号平荘魚橋線 重複区間起点 | 東神吉町神吉 | 東神吉南交差点 / 起点 |
| 兵庫県道387号平荘魚橋線 重複区間終点                        | 東神吉町神吉 |                       |
| 国道2号 / 加古川バイパス                                    | 東神吉町神吉 | [ 注釈 1 ]            |
| 兵庫県道79号高砂加古川加西線                                | 米田町船頭   | 終点                  |

### 沿線
- 加古川市立神吉中学校
- 加古川市立東神吉小学校
- 加古川市立東神吉南小学校
- 船頭郵便局